# Tha Dogg Pound

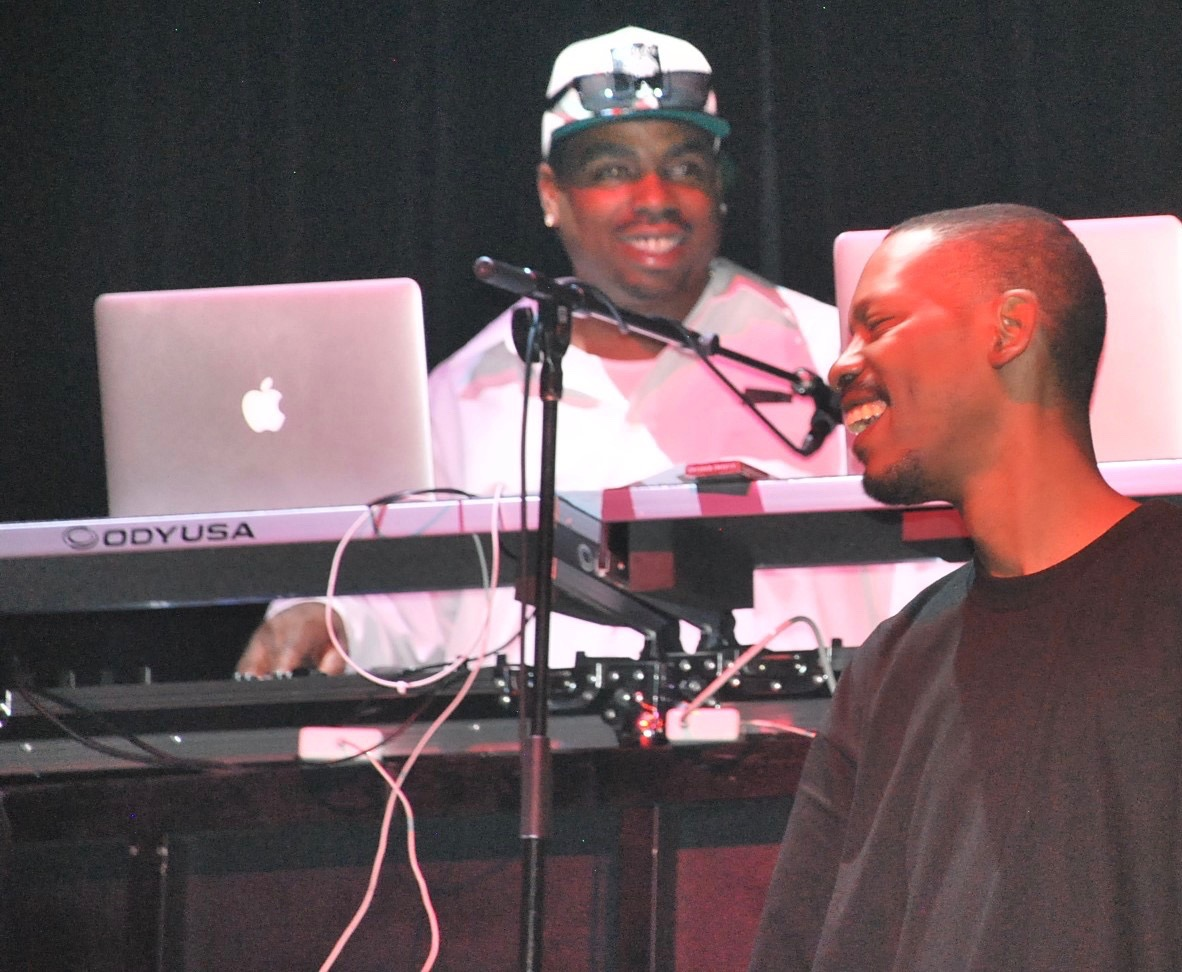
Tha Dogg Pound (2015)

Tha Dogg Pound ist eine Westcoast-Hip-Hop-Gruppe, bestehend aus den beiden Mitgliedern Kurupt und Daz Dillinger.

## Geschichte
Tha Dogg Pound, auch bekannt als D.P.G. (Dogg Pound Gangstaz), ist eine Hip-Hop-Gruppe aus Los Angeles und wurde Anfang der 1990er von Snoop Doggy Dogg, Kurupt und Dat Nigga Daz gegründet. Ihr Debüt gaben Tha Dogg Pound auf Dr. Dres Album The Chronic, welches Ende 1992 über Death Row Records erschienen ist. Des Weiteren waren sie auch auf Snoop Doggs Debütalbum Doggystyle zu hören sowie auf den Soundtracks zu Murder Was The Case und Above The Rim. 1995 veröffentlichte das Duo ihr erstes Album mit dem Titel Dogg Food, welches mit Doppelplatin ausgezeichnet wurde. Bei dieser Veröffentlichung handelt es sich um ein klassisches Album des Genres Westcoast Rap, welcher Anfang bis Mitte der neunziger Jahre seinen Höhepunkt hatte und besonders populär war. Demnach gilt Dogg Food unter vielen Fans als die beste Veröffentlichung des Duos. Death Row Records war bis zu seinem Fall nach der Ermordung von 2Pac das Labelzuhause von Tha Dogg Pound, doch dann trennten sich die Wege von Kurupt und Daz. Während Kurupt als einer der ersten das Label verlassen hatten, blieb Daz Dillinger Suge Knight treu und stieg als übrig gebliebener Death Row Künstler in der Zeit von Suge Knights Gefängnisaufenthalt wegen Verstößen gegen seine Bewährungsauflagen zum operativen Leiter von Death Row Records auf.
Kurupt wechselte als Künstler zu Antra Records und veröffentlichte dort im Jahre 1998 sein erstes Soloalbum. Daz Dillinger veröffentlichte im gleichen Jahr über Death Row Records ebenfalls sein Soloalbum. Als auch Daz gegen Ende des Jahres 1999 die schwierige Lage bei Death Row Records erkannte, verließ er das sinkende Schiff und gründete sein eigenes Label D.P.G Records & Gangsta Advisory Records.
Als Kurupt im Jahr 2002 wieder bei seinem alten Gönner Suge Knight auf Death Row Records einen Vertrag unterzeichnete entfachte aus diesem Grund erneut ein Streit zwischen den beiden Künstlern. Kurupt blieb allerdings nicht lange bei dem mittlerweile schwer angeschlagenen Label.
Nach einigen Verschiebungen veröffentlichte Kurupt im August des Jahres 2005 sein Album „Against The Grain“. Daz hingegen blieb bei D.P.G. Records und veröffentlichte im gleichen Jahr sein Album „Tha Dogg Pound Gangsta LP“. Im April 2005 versöhnten sich die beiden Musiker wieder bei der Westcoast Konferenz, welche von Snoop Dogg abgehalten wurde. Ein neues Album mit dem Namen Cali Iz Active (dieses Mal mit Snoop Dogg in der Hauptbesetzung) wurde am 27. Juni 2006 in den USA veröffentlicht.
Am 17. August 2007 wurde bekannt, dass Tha Dogg Pound in Zukunft über Cash Money Records veröffentlicht werden.

## Diskografie

### Studioalben
| Jahr | Titel                      | Höchstplatzierung, Gesamtwochen, AuszeichnungChartplatzierungen (Jahr, Titel, Platzierungen, Wochen, Auszeichnungen, Anmerkungen) | Höchstplatzierung, Gesamtwochen, AuszeichnungChartplatzierungen (Jahr, Titel, Platzierungen, Wochen, Auszeichnungen, Anmerkungen) | Höchstplatzierung, Gesamtwochen, AuszeichnungChartplatzierungen (Jahr, Titel, Platzierungen, Wochen, Auszeichnungen, Anmerkungen) | Anmerkungen                             |
| Jahr | Titel                      | DE | UK | US | Anmerkungen                             |
| ---- | -------------------------- | --- | --- | --- | --------------------------------------- |
| 1995 | Dogg Food                  | DE69 (8 Wo.)DE | UK66 (2 Wo.)UK | US1 ×2Doppelplatin · (32 Wo.)US                                                                                                   | Erstveröffentlichung: 31. Oktober 1995  |
| 2006 | Cali Iz Active             | — | — | US28 (5 Wo.)US | Erstveröffentlichung: 27. Juni 2006     |
| 2007 | Dogg Chit                  | — | — | US77 (1 Wo.)US | Erstveröffentlichung: 22. März 2007     |
| 2009 | That Was Then, This Is Now | — | — | US146 (1 Wo.)US | Erstveröffentlichung: 24. November 2009 |

Weitere Studioalben
- 2001: Dillinger & Young Gotti
- 2005: Dillinger & Young Gotti II: Tha Saga Continuez...
- 2010: 100 Wayz
- 2021: DPG 4 Life
- 2024: W.A.W.G. (We All We Got)

### Kompilationen
| Jahr | Titel | Höchstplatzierung, Gesamtwochen, AuszeichnungChartsChartplatzierungen (Jahr, Titel, Platzierungen, Wochen, Auszeichnungen, Anmerkungen) | Anmerkungen                         |
| Jahr | Titel | US | Anmerkungen                         |
| ---- | ----- | --- | ----------------------------------- |
| 2001 | 2002  | US36 (8 Wo.)US | Erstveröffentlichung: 31. Juli 2001 |

Weitere Kompilationen
- 2004: The Last Of Tha Pound
- 2010: Keep On Ridin

### EPs
- 2008: Let’s Ryde 2Night EP

### Singles
| Jahr | Titel Album                             | Höchstplatzierung, Gesamtwochen, AuszeichnungChartsChartplatzierungen (Jahr, Titel, Album, Platzierungen, Wochen, Auszeichnungen, Anmerkungen) | Anmerkungen                                             |
| Jahr | Titel Album                             | US | Anmerkungen                                             |
| ---- | --------------------------------------- | --- | ------------------------------------------------------- |
| 1995 | Let’s Play House Dogg Food              | US45 (16 Wo.)US | Erstveröffentlichung: 15. Dezember 1995 feat. Michel’le |
| 1996 | Nothin’ But The Cavi Hit Rhyme & Reason | US38 (20 Wo.)US | Erstveröffentlichung: 26. November 1996 mit Mack 10     |

Weitere Singles
- 1995: What Would You Do (feat. Snoop Dogg & Jewell)
- 1995: New York, New York (feat. Snoop Dogg)